# César Santin
César Santin, född 24 februari 1981 i Porto Alegre i Brasilien, är en brasiliansk före detta fotbollsspelare (anfallare). Santin fick sitt genombrott i svenska Kalmar FF för vilka han spelade från år 2004 fram till sommaren 2008.

## Karriären

### Tidiga år
Santin fick sin fotbollsfostran i brasilianska São José, en klubb han senare återvände till en kort tid under 2004. Däremellan hann han spela för Grêmio och Vitória i hemlandet.

### Till Sverige och Kalmar FF
2004 lämnade Santin São José till förmån för svenska Kalmar FF, som under säsongen skulle göra comeback i Sveriges högsta serie, Allsvenskan, och i Brasilien inhämtat "spetskompetens". Förutom Santin också de mer etablerade stjärnorna Dedé Anderson och Fábio Augusto.
Under Santins första år i Sverige var hans personliga framgång ganska måttlig. Det var inte förrän i slutet på säsongen 2004, och speciellt i avslutningsmatchen mot Hammarby IF, som hans egenskaper som en målfarlig yttermittfältare började visa sig och Kalmar bestämde sig då för att behålla den kvicke brassen. Under de följande säsongerna växte Santin alltmer in i sin roll; detta efter att till sist ha borstat av sig en del av det råa sydamerikanska temperamentet och anpassat sig till den svenska modellen med ett mer flytande passningsspel snarare än ett spel enbart baserat på individuella prestationer.
Santins egentliga genombrottsår kom att bli år 2007 då han gjorde 12 mål på 23 matcher i Allsvenskan och därmed hjälpte sitt Kalmar till en slutlig andraplats. Höjdpunkten på året blev cupfinalen mot IFK Göteborg då brassen levererade två mål i föreningens 3-0-vinst och första cuptitel på 20 år. Inför säsongen 2008 var Santin en ryktenas man och Kalmar gjorde allt för att hålla kvar sin, nu när brassekollegan Arí lämnat, viktigaste spelare. Man lyckades också - till hälften. Under första halvan av Allsvenskan 2008 var han med sina 9 mål på 15 matcher en starkt bidragande orsak till att föreningen ledde ligan vid halvtid. Under sommaren köptes Santin till sist av danska FC Köpenhamn som länge jagat brassens underskrift. Köpesumman var hemlig, även om tidningen Ekstra Bladet senare hävdade att priset låg kring 10 miljoner danska kronor.

### FC Köpenhamn
I det danska sommarövergångsfönstret 2008 lovade FC Köpenhamns ordförande Flemming Østergaard att klubben skulle få den bästa spelartruppen i ligan. Men när övergångsfönstret höll på att gå mot sitt slut hade man bara värvat Thomas Kristensen från FC Nordsjælland. När César Santin till sist värvades i slutet av övergångsfönstret trodde en del fans att han var en panikvärvning. Men efter bra spel och mål i sin fjärde match för klubben (mot Lillestrøm SK) och i sin femte match för klubben mot ligarivalerna FC Midtjylland blev han snabbt en favorit hos supportrarna.
I november 2008 gjorde Santin mål i sin andra match i Gruppspelet i UEFA-cupen 2008/2009 när han från nära håll kvitterade i matchen mot Valencia CF som slutade 1-1. Efter matchen menade han att han gjort många viktiga mål, men att detta var det dittills viktigaste i hans karriär. I december samma år spelade det danska laget sin sista match för året; mot belgiska Club Brugge. Tack vare Santins mål i 1-0-segern tog sig klubben till sextondelsfinal i UEFA-cupen; mot Manchester City, där det dock blev respass ur turneringen efter sammanlagt 4-3 i engelsk favör.
I maj 2009 säkrade Santin FCK:s ligaseger genom att göra matchens enda mål, på straff, mot Esbjerg; detta samtidigt som Brøndby förlorade sin match i Aarhus vilket gav FCK en 5-poängs-ledning med en runda kvar av Superligaen.
Även säsongerna 2009/10 och 2010/11 var Santin en viktig kugge i  det  FC Köpenhamn som båda åren lyckades försvara sin ligatitlar.

### Rykten om flytt, tillbaka i Kalmar
I september 2011 meddelade Santín att han efter 3 år i Köpenhamn var öppen för att lämna klubben. Svenska medier spekulerade genast i om brassen möjligen skulle kunna vara på väg tillbaka till laget han fick sitt genombrott i - Kalmar FF. Den svenska föreningens ekonomi antogs dock vara för svag för en sådan värvning och en flytt till mera sydligare breddgrader antogs vara troligare för den då 30-årige brassen. Santin blev dock kvar i Danmark till i december 2013 då han till sist såldes till cypriotiska APOEL. Perioden på Cypern blev dock kort då brassen och klubben rev kontraktet efter endast ett halvår.
31 juli 2014 skrev César Santin ett nytt kontrakt med Kalmar FF igen som sträckte sig säsongen ut. Någon fortsättning för brassen i den nygamla laget blev det dock inte då Kalmar under hösten meddelade att man inte tänkte förlänga Santins kontrakt.

### I Brasilien och åter till Danmark
I januari 2016 kontrakterades Santin av brasilianska Clube Esportivo Aimoré, där han spelade några matcher innan han avslutade karriären. Han återvände sedan till Danmark för en roll som ungdomstränare. Den 15 oktober 2024 meddelade Kalmar FF att Santin som förste brasse och icke-europé tar plats på föreningens Wall of Fame.

## Meriter

### Kalmar FF
- Svenska cupen: 2007
- Allsvenskan: 2008

### FC Köpenhamn
- Superligaen: 2008/09, 2009/10, 2010/11
- Danska cupen: 2008/09

### APOEL
- Cyperns förstadivision i fotboll: 2013-2014
- Cypriotiska cupen: 2013-2014